# Moehringia
Genre
Classification phylogénétique
Moehringia est un genre de plantes herbacées de la famille des Caryophyllacées.

## Liste des espèces
- Moehringia burnatii (Rouy & Foucaud) A.W.Hill
- Moehringia ciliata (Scop.) Dalla Torre
  - Moehringia ciliata ciliata
  - Moehringia ciliata nana (St.-Lag.) Schinz & R.Keller
- Moehringia intermedia Loisel. ex Panizzi
- Moehringia lebrunii Merxm.
- Moehringia muscosa L.
- Moehringia pentandra J.Gay
- Moehringia sedoides (Pers.) Cumino ex Loisel.
- Moehringia trinervia (L.) Clairv.